# Кругликов, Аполлон Николаевич
Аполлон Николаевич Кругликов (29 июля 1883, в Красноярском уезде — 1919, РСФСР) — управляющий делами Директории, в Комиссии по организации власти на Уфимском государственном совещании (1918).

## Биография
Аполлон Кругликов родился 29 июля 1883 года в селе Зелодёрово в семье политического ссыльного, бывшего ротмистра, потомка старинного дворянского рода Николая Аполлоновича Кругликова,  и его жены, Анны Васильевны. В 1903 году Аполлон окончил Красноярскую гимназию, а затем поступил на юридический факультет Московского университета (был исключен).
В 1903 году Аполлон Кругликов вступил в Партию социалистов-революционеров (ПСР). В 1906 году он был выслан на два года в Тверь, но вскоре бежал с места ссылки.
В 1907 году Кругликов был приговорен к восьми годам каторги, которую отбывал в Шлиссельбургском замке. Ему удалось добиться перевода в иркутский Александровский централ.
В мае 1916 года приехал в Иркутск и сразу же стал секретарем местного Биржевого комитета. Кроме того, он вошёл в комиссию по открытию высшего учебного заведения в городе. С 10 марта по 19 ноября 1917 года являлся председателем исполкома Комитета общественных организаций, а с сентября по 24 ноября — краевым комиссаром Временного правительства.

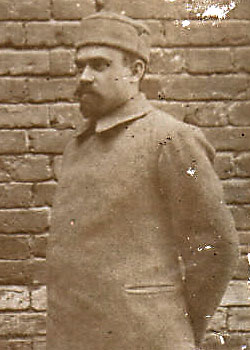
Арестант А. Н. Кругликов

В конце 1917 года избрался делегатом во Всероссийского Учредительного собрания от Забайкальского округа по списку № 4 (эсеры). Он стал участником заседания Собрания от 5 января 1918 года. Кроме того, он был избран делегатом I-го Всероссийского съезда Советов рабочих и солдатских депутатов от 8-й армии Юго-Западного фронта.
12 июля 1918 года стал городским головой Иркутска (пробыл в этой должности три месяца). Он также вошёл в состав Комитета членов Всероссийского Учредительного собрания (КОМУЧа).
В августе 1918 года избрался делегатом на Всероссийский съезд земств и городов (Самара), а в сентябре он принял участие в Уфимском государственном совещании: был делегирован в комиссию по разработке вопроса об организации центральной власти. 22 сентября 1918 года становится управляющим делами Директории — переехал в Уфу. В связи с этим он отказался от должности иркутского городского головы.
После прихода к власти адмирала Колчака, сначала согласился на вхождение в правительство Ивана Михайлова, но потом уехал на Дальний Восток, где образовал группу «беспартийных демократов». В 1920 году он вошел в состав совета управляющих (финансово-экономического совета) Приморской областной земской управы.
Был арестован органами советской власти, после чего умер в тюрьме от тифа в 1919 году или около 1922 года.

## Мнения современников
По воспоминаниям современников, Кругликов был 
коренастым... человеком с бойкими черными глазами, живой и энергичный. Весельчак и балагур, он легко сходился запанибрата с людьми не только самых различных, но даже прямо противоположных общественных положений, всюду умея проникнуть и везде устраиваться. Человек темпераментный, он до того, что подвергся очищающему и облагораживающему влиянию социализма и революции, отдал пыл своей ранней молодости и всю бурность своих чувств совсем на другом поприще...

Член Директории В. Г. Болдырев говорил, что в Кругликове
делец преобладал над политиком

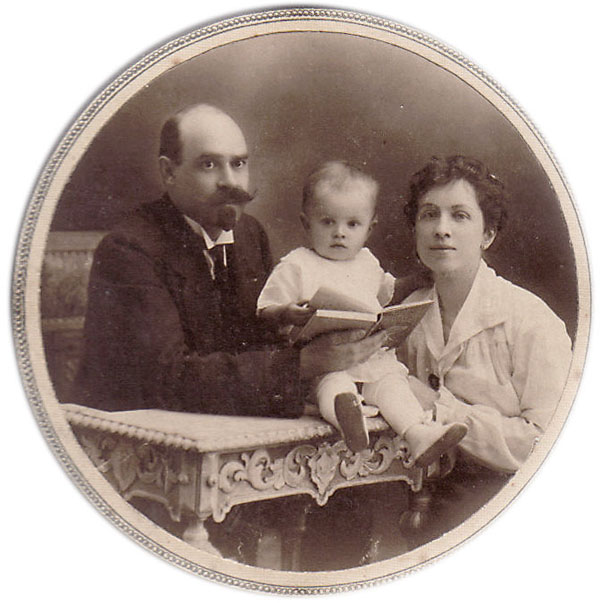
А. Н. Кругликов с семьёй (ок. 1922)

## Семья
- Жена (с 1915) — Варвара Петровна (урожденная Ермакова), познакомилась с будущим мужем ещё в гимназии, была арестована и провела несколько месяцев в Киевской тюрьме.
  - Дочь — Варвара
  - Сын — Леонид (11 ноября 1922—27/28 августа 1941)[4], курсант, пропал без  вести при переходе из Таллина в Финский залив[5].